# Bernard van Orley
Bernard van Orley (Névváltozatai: Barent, Barend, Bernaert, Bernart; Brüsszel, 1487. — Brüsszel, 1541. január 6.) németalföldi festő, az északi reneszánsz jeles képviselője, a gobelinek és az ólomüveg ablakok kiváló tervezője. Ismert arcképét Albrecht Dürer festette meg 1521-ben.

## Életpályája
Van Orley nemesi családból származott, atyja is festő volt, s talán a fiú is először tőle tanult festeni, atyja festői munkássága mára már nem maradt fenn, s a Szent Lukács céh nyilvántartásában sem szerepel. Brüsszel a 15-18. században vezető helyet töltött be a minőségi gótikus, majd reneszánsz stílusú kárpitok előállításában, ezen műhelyekben sajátíthatta el Van Orley az új stílusokat, itáliai reneszánszot és a manierizmust.
A rajz-, az olajfestés, az akvarell terén is otthonosan működött, elgondolásait kiváló kompozíciókba szerkesztette. Eredetileg az antwerpeni Aalmoezenenier-kápolnának festette Utolsó itélet című képét (napjainkban Koninklijk Museum voor Schone Kunsten, Antwerpen), aranyozott alapra festett, amely a kép színeit és tartósságát is jótékonyan befolyásolta. 1517-ben vették fel az antwerpeni Szent Lukács céhbe.
Habsburg Margit, majd Habsburg Mária és V. Károly császár szolgálatában dolgozott. Valamennyi mecénása arcképét megfestette, V. Károly egyik korai arcképe megtalálható a budapesti Szépművészeti Múzeumban. Ezen magas rangú uralkodóknak sok faliszőnyegmintát is rajzolt és festett, ezekre nagy volt az igény. V. Károly császár részére 12 vadászjelenetet ábrázolt az év 12 hónapjának megfelelően, a jelenetek a Brüsszel környéki erdőkön-mezőkön játszódnak le, rajtuk a császár, a hercegek és a hercegnők természet után vannak ábrázolva, e jeleneteket hibátlanul szőtték a faliszőnyegekbe.

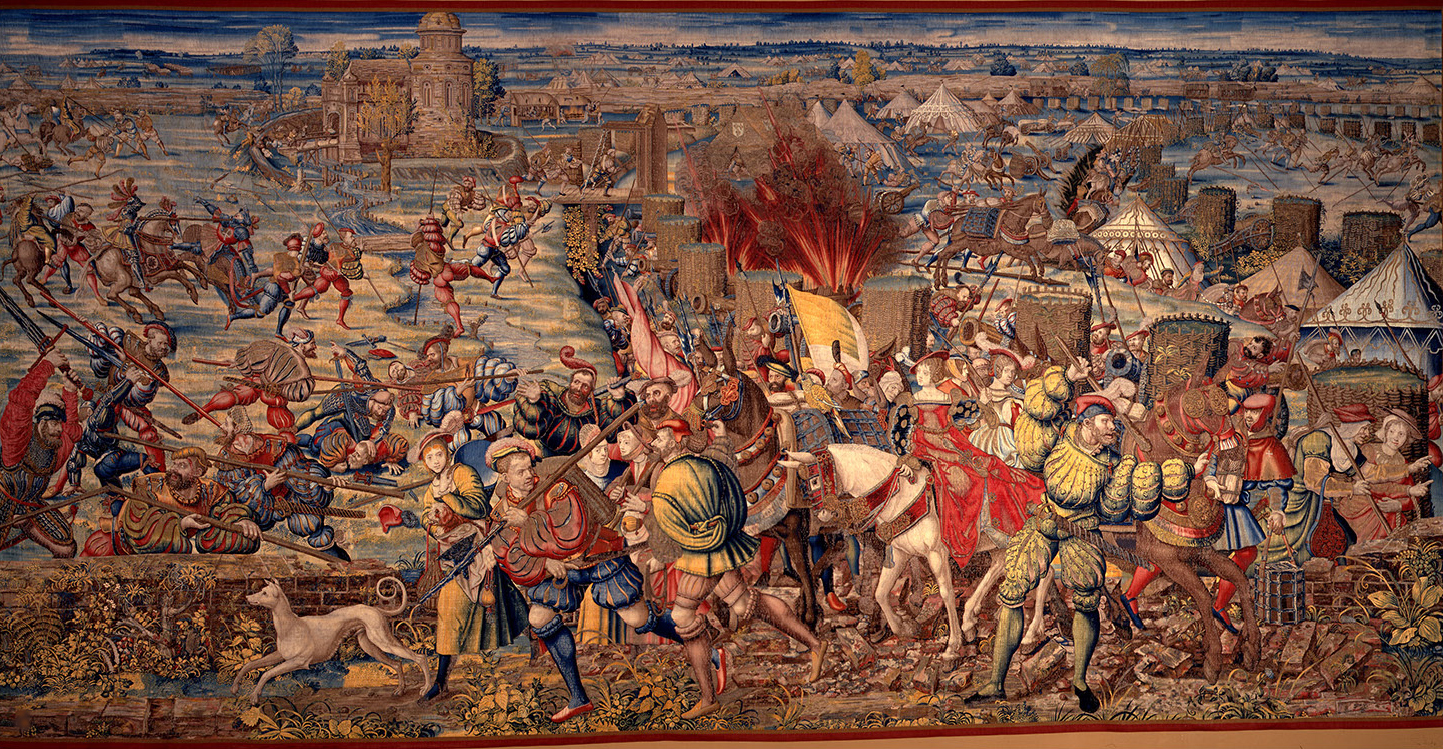
Az 1525-ös páviai csata (1528-1531 közt; falikárpit, Capodimonte-palota, Nápoly)

Maurits grófnak 16 szőnyegkartont küldött Van Orley, valamennyin egy-egy férfi vagy női lovas látható életnagyságban. Maurits grófnak annyira megtetszettek ezek az alkotások, hogy felfogadott egy Delftben lakó festőt, Hans Joardaen van Antwerpent, s vele olajfestékkel lemásoltatta mind a 16 kartont.
Oltárképeket, szárnyas oltárokat, portrékat is nagy számban festett, beszállt csatajelenetek ábrázolásába is, lásd például az 1525-ös páviai csata jelenetét, amelyet selyem szőnyegre tervezett William Dermoyen mesterrel, elkészült 1528-1531 közt a brüsszeli manufaktúrában, ma a nápolyi Museo di Capodimonte őrzi. Igen sokoldalú és termékeny alkotó volt, élete végén ólomüveg ablakokra tervezte a bibliai jeleneteket és az uralkodó-családok arcmásait, köztük a brüsszeli Szent Mihály és Szent Gudula templomok kereszthajóiban. Később, 1566-1585 közt az ólomüvegablakok nagy része a vallási zavargások áldozata lett.
Jelentős az az életmű, amelyet hátrahagyott, de azt is meg kell jegyezni, hogy gazdag mecénásai által a lehetőségei szinte korlátlanok voltak a nyugodt alkotói munkára, gyermekeiből is festőket, gobelintervezőket nevelt. Legkiválóbb tanítványai közül való Pieter Coecke van Aelst és Michiel Coxcie.

## Galéria

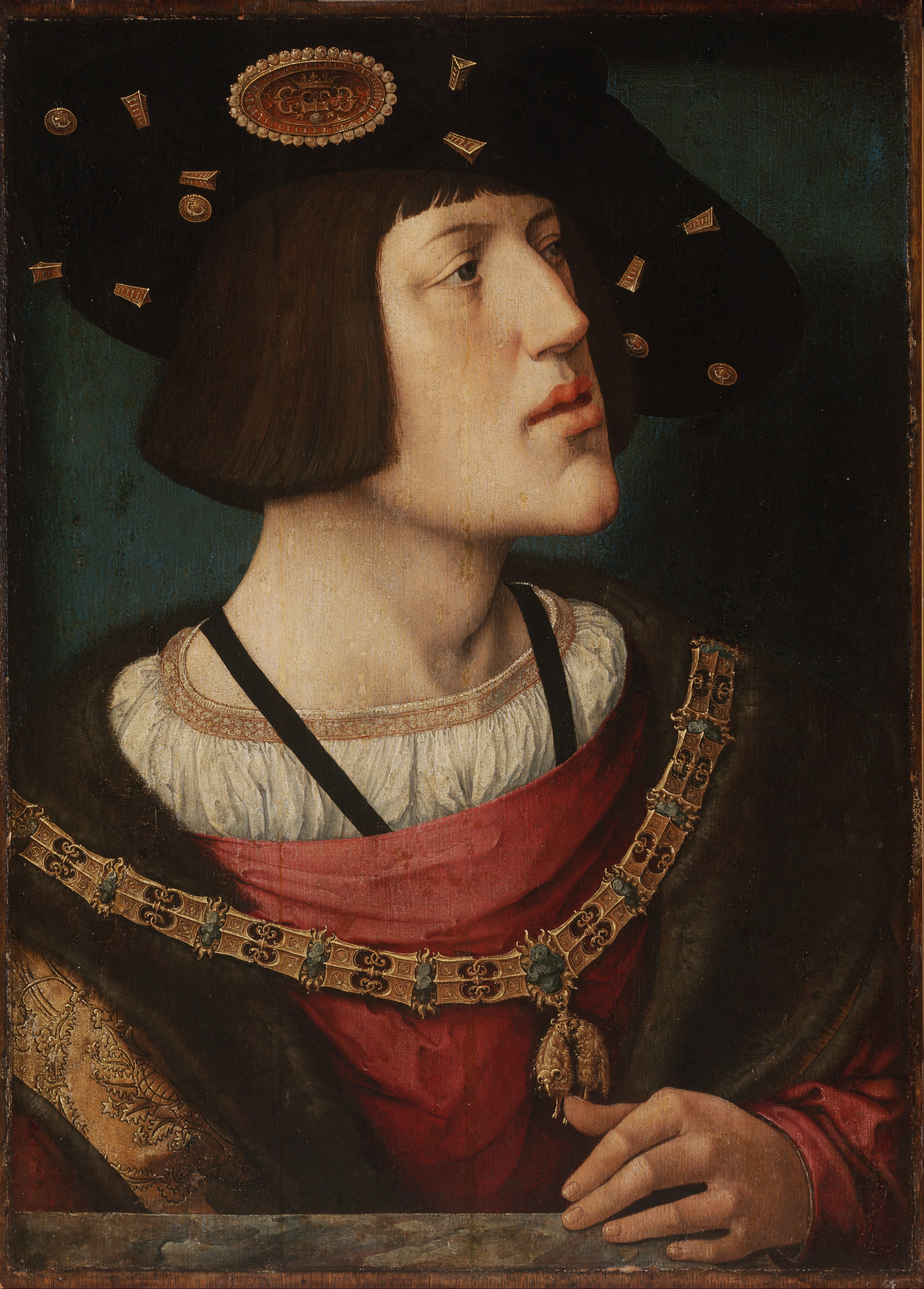
V. Károly császár portréja (1519-20; Szépművészeti Múzeum, Budapest)
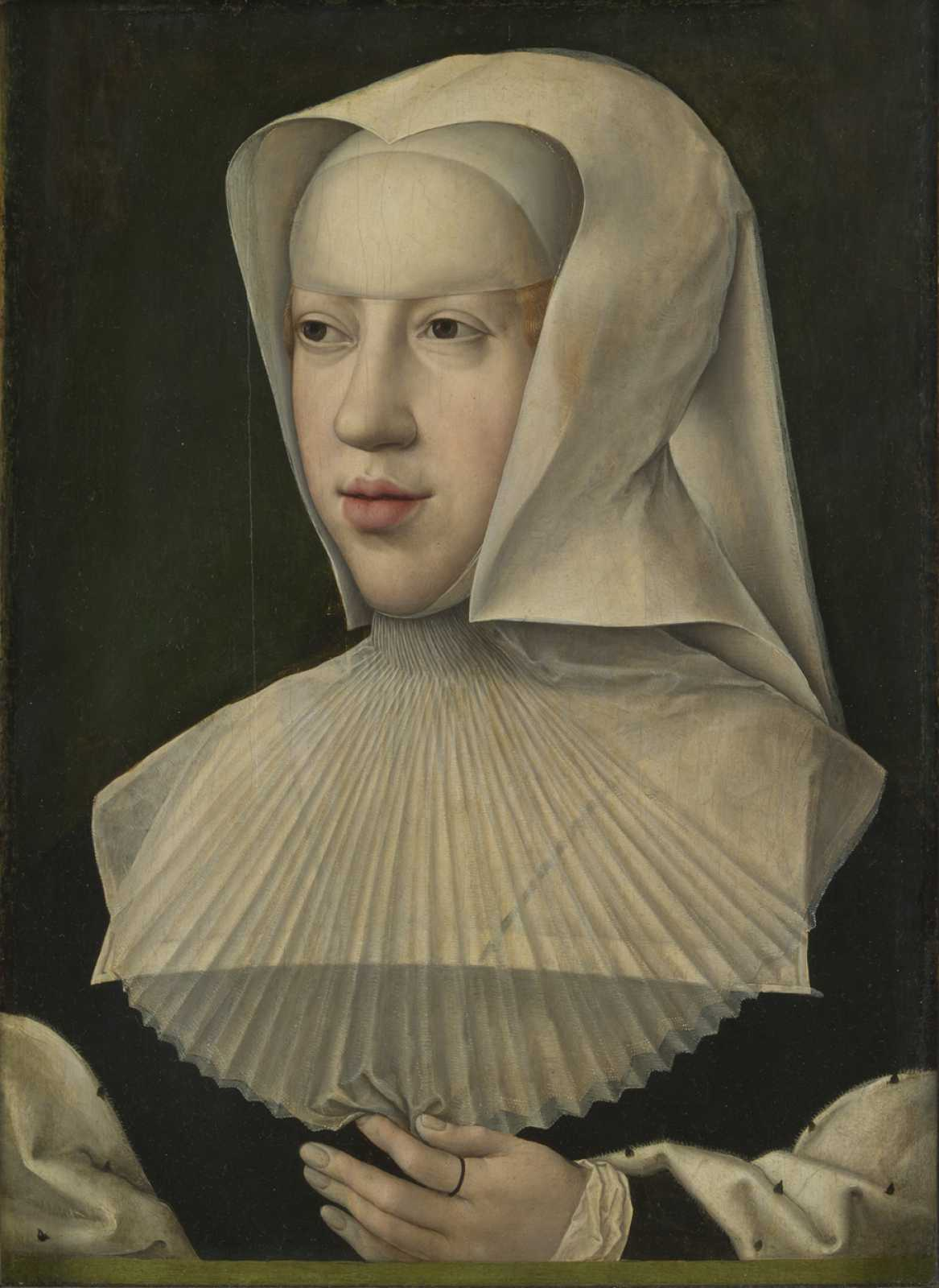
Ausztriai Margit portréja (Királyi Szépművészeti Múzeum, Brüsszel)
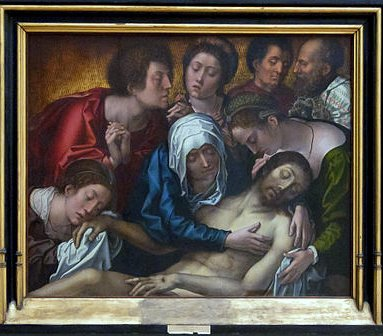
Krisztus siratása (triptichon középső képe, Királyi Szépművészeti Múzeum, Brüsszel)
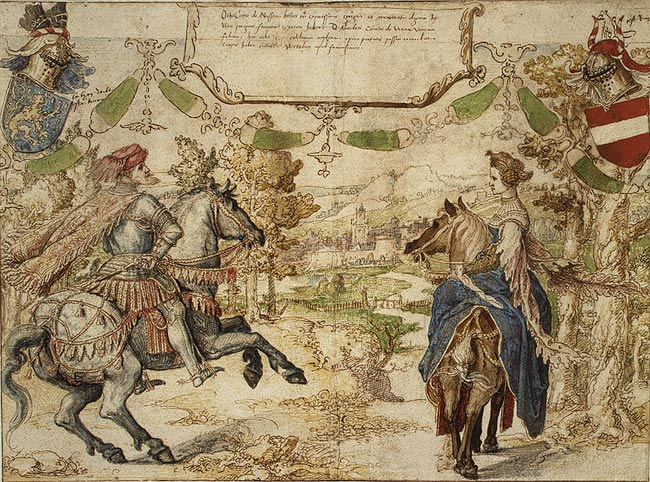
Lovasok, Otto Nassau gróf és felesége (akvarell, 1530 körül, The Metropolitan Museum of Art, New York)
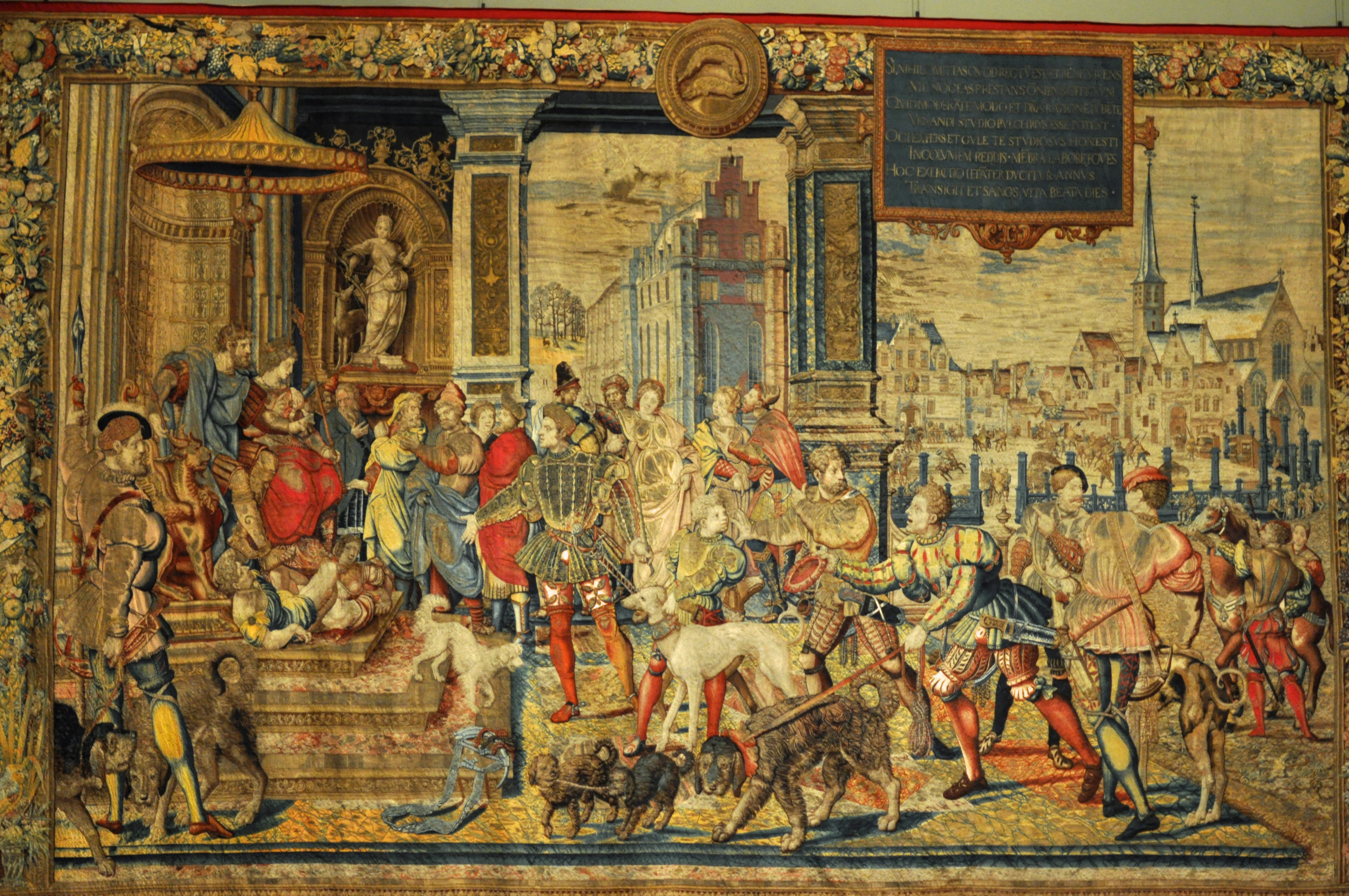
Februári vadászjelenet (falikárpit, Louvre, Párizs)